# Oedipina motaguae
Espèce
Oedipina motaguae est une espèce d'urodèles de la famille des Plethodontidae.

## Répartition
Cette espèce est endémique du département de Zacapa au Guatemala.

## Étymologie
Cette espèce est nommée en référence au lieu de sa découverte, la vallée du Motagua.

## Publication originale
- Brodie, Acevedo & Campbell, 2012 : New salamanders of the genus Oedipina (Caudata: Plethodontidae) from Guatemala. Journal of Herpetology, vol. 46, no 2, p. 233-240.